# ドレーニャ・デル・コッリオ
ドレーニャ・デル・コッリオ（伊: Dolegna del Collio）は、イタリア共和国フリウリ＝ヴェネツィア・ジュリア州ゴリツィア県にある、人口約300人の基礎自治体（コムーネ）。

## 名称
標準イタリア語以外の言語では以下の名を持つ。
- スロベニア語: Dolenje
- フリウリ語: Dolegne dal Cuei [4]
- フリウリ語ゴリツィア方言 (it) : Dolegna dal Cuei [4]

イタリア語での地名に含まれる「コッリオ」は、国境線を跨いで隣接するスロベニアの自治体（オプチナ）・ブルダ市のイタリア語名称であり、またそれを中心とする地方名 (it:Collio (territorio)) でもある。この一帯はヴェネツィア・ジュリアの一部であり、第二次世界大戦後にスロベニア（ユーゴスラビア）領とイタリア領に分割された。同様に「コッリオ」を含むコムーネとしては、ブルダ市を挟んで東南にサン・フロリアーノ・デル・コッリオがある。

## 地理

### 位置・広がり
ゴリツィア県の最北部に位置するコムーネである。ドレーニャ・デル・コッリオの集落は、ドブロヴォ（スロベニア領ブルダ市）の北西約5km、コルモンスの北約8km、県都ゴリツィアの北西約15km、ウーディネの東約19kmの位置に位置する
。
コムーネの領域はゴリツィア県が北へ突出した形になっており、東は国境を隔ててスロベニア、西はルドリオ川（Torrente Ludrio）を境界としてウーディネ県である。

#### 隣接コムーネ
隣接コムーネ、およびそれに相当する行政区画は以下の通り。括弧内のSLOはスロベニア領、UDはウーディネ県を示す。
- ブルダ (Collio) (SLO) - 東
- コルモンス - 南
- コルノ・ディ・ロザッツォ (UD) - 南西
- プレポット (UD) - 北西

### 気候分類・地震分類
ドレーニャ・デル・コッリオにおけるイタリアの気候分類 (it) および度日は、zona E, 2282 GGである。
また、イタリアの地震リスク階級 (it) では、zona 2 (sismicità media) に分類される。

## 歴史
この地域は、第一次世界大戦後の1920年にイタリア王国に編入された。1923年にドレーニャ・デル・コッリオという名称になり、1928年にはコスバーナ・デル・コッリオ（現在のスロベニア領ブルダ市の集落、コズバナ Kožbana）のコムーネを編入した。
第二次世界大戦後の1947年、パリ条約によってこの地域のユーゴスラビアとイタリアの国境が決定された。その結果、旧コスバーナ・デル・コッリオのほぼ全域（Mernico と Scriò を除く）と、もともとのドレーニャ・デル・コッリオの一部（Cursò と Nebola）がユーゴスラビア領となった。なお、この時ユーゴスラビアに割譲された地域はその後スロベニアの領土となり、現在はブルダ市に含まれている。

## 行政

### 分離集落
ドレーニャ・デル・コッリオには、以下の分離集落（フラツィオーネ）がある。
- Lonzano, Mernico, Restoccina, Ruttars, Scriò, Trussio, Vencò [8]

## 社会

### 人口

#### 居住地区別人口
国立統計研究所（ISTAT）は居住地区（Località abitata）別の人口として以下を掲げている。統計は2001年時点。
| 地区名               | 標高   | 人口 | 備考 |
| -------------------- | ------ | ---- | ---- |
| DOLEGNA DEL COLLIO   | 65/328 | 435  |      |
| DOLEGNA DEL COLLIO * | 90     | 50   |      |
| MERNICO              | 100    | 59   |      |
| Restocina            | 212    | 18   |      |
| Ruttars Cavezzo      | 174    | 23   |      |
| Scriò                | 219    | 15   |      |
| Vencò                | 81     | 15   |      |
| Case Sparse          | -      | 255  |      |

- ISTATは人口統計上、家屋密度の高い centro abitato （居住の中心地区）、密度の低い nucleo abitato （居住の核となる地区）、まとまった居住地区を形成していない case sparse （散在家屋）の区分を用いている。上の表で地名がすべて大文字で示されているものが centro abitato である。「*」印が付されているのは、コムーネの役場・役所 la casa comunale の置かれている地区である。